# HD 47220
HD 47220，又名BD+02 1315，SAO 114154、HR 2430，是一颗恒星，视星等为6.17，位于銀經208.95，銀緯-1.82，其B1900.0坐标为赤經6h 32m 26.9s，赤緯+2° -1.82′ 25″。